# Utricle (orella)

Esquema del laberint membranós, amb dos seccions: d'un conducte semicircular i de part de la còclea:
1: Perilimfa, 2: Endolimfa.
3: Conductes semicirculars.
8: Vestíbul: 9: Òrgans amb otòlits, 10: Utricle, 11: Sàcul, 12: Màcules vestibulars: de l'utricle i del sàcul. 13: Conducte endolimfàtic, 14: Finestra oval, 15: Finestra rodona, 16: Conducte perilimfàtic.
17: Còclea.
Altres: En verd: Nervis (facial, branques del vestibular, inici del coclear). En groc: Os temporal.

L'utricle, o utriculus, és un dels dos òrgans amb otòlits, situat en el vestíbul del laberint membranós de l'orella interna, del qual arrenca la part membranosa dels conductes semicirculars. També es connecta amb el sàcul.
És ple d'endolimfa que es mou segons la posició del cap, i col·locat horitzontalment en la seva paret hi ha la màcula de l'utricle, la qual intervé en l'equilibri.